# Bernadett Határ
Bernadett Határ (Pásztó, 24 agosto 1994) è una cestista ungherese.

## Carriera
Con l'Ungheria ha disputato tre edizioni dei Campionati europei (2015, 2017, 2019).